# Метже, Бернат
Бернат Метже (Барселона, между 1340 и 1346 — там же, 1413) — каталонский писатель. Считается одним из лучших каталонских прозаиков, писал в стиле эпохи возрождения.

## Биография
Нотариус по профессии, с ранней юности был связан с канцелярией в Арагоне, благодаря высокой должности, которую занимал в том же учреждении его отчим, Ferrer Sayol. Сначала Метже служил королеве Элеоноре, жене Педро IV. В 1375 перешёл на службу к будущему королю Хуану I и его жене Иоланде де Бар, которые осыпали его многочисленными милостями.
В 1381 году написал «Llibre de Fortuna e Prudència» («Книга Удачи и Благоразумия»), в поэме иносказательно обсуждался вопрос о божественном Провидении в стиле средневековой традиции, на основе De consolatione philosophiae Боэция.
Кроме того, им был сделал перевод рассказа «Valter y Griselda», последней из новелл Декамерона. Но перевод был сделан не с оригинального итальянского Бокаччо, а с латинского перевода Петрарки. Важность перевода Метже, помимо его изящной прозы, в том, что в вступительной статье, которая сопровождала рассказ, впервые в Испании, пишется о Петрарке.
Главной работой автора было произведение «Lо, somni» («Сон»), написанное в 1399 году, где он помещает короля Хуана I в чистилище. Текст был написал в тюрьме, после того как Метже попал в немилость и был заключён в тюрьму новой королевой Марией де Луна вместе с остальными сотрудниками покойного Хуана I. Написанное сочинение позволило восстановить королевскую милость и его место в канцелярии.
Известно, что он был автором перевода латинского стихотворения «De vetula», приписываемое Овидию, и двух сатирических и юмористических поэм, написанных в тюрьме. Эти работы не сохранились.